# Autoroute M35 (Hongrie)
Pour les articles homonymes, voir M35.
L'autoroute M35 est une autoroute située à l'est de la Hongrie, d'une longueur de 35 kilomètres. Elle relie Debrecen à Görbeháza, cette dernière étant directement reliée à la capitale Budapest par l'autoroute M3.
La section contournant Debrecen a été achevée en avril 2006 et l'ensemble de la route a été ouverte au public le 15 décembre 2006. Cette route a beaucoup réduit la durée de conduite entre Debrecen et Budapest, qui est passée à moins de deux heures.
Dans la prochaine décennie, l'autoroute M35 sera prolongée jusqu'à Oradea, ville roumaine frontalière avec la Hongrie. La M35 sera donc connectée à l'autoroute roumaine A3, reliant ainsi Budapest à la capitale roumaine Bucarest.